# Зрелые годы короля Генриха IV
«Зрелые годы короля Генриха IV» (нем. Die Vollendung des Königs Henri Quatre) — исторический роман Генриха Манна, посвященный французскому королю Генриху IV де Бурбону. Опубликован в 1935 году. Вместе с романом «Молодые годы короля Генриха IV» составляет дилогию. Относится к наиболее значимым произведениям Генриха Манна.

## Сюжет
Действие книги разворачивается сразу после событий, произошедших в конце первого тома.
Король одержал победу, однако герцог Майеннский всё ещё имел поддержку в Париже и со стороны Испании. Из Голландии король Испании Филипп посылает своего наместника, герцога Пармского, на помощь лидеру Лиги. Узнав об этом, Генрих решает вступить в сражение около Иври. 14 марта 1590 года армии короля Франции и герцога Майенна вновь схлестнулись, и вновь король победил. К сожалению, победа досталась дорогой ценой: многие верные Генриху люди, в частности дю Барта, погибли в бою. Почтив память павших, король осаждает Париж, но терпит поражение от герцога Пармского и отступает. После поражения Генрих решает освобождать французские города от гнета Лиги и Испании. Осада Руана вынуждает Алессандро Фарнезе отправиться в погоню за королём. Со своей стороны Генрих завлекает испанского полководца в Нормандию, где наносит поражение до того момента непобедимому герцогу, чем вновь поднимает свою популярность в народе, а также завоевывает уважение Фарнезе, который отступает в Париж.
Во время прогулки по лесу Генриха и Бельгарда последний рассказывает о своей любовнице, Габриэли. Король сразу желает её увидеть, и они отправились в замок Кэвр. Там происходит первая встреча Генриха и Габриэли. Несмотря на холодное отношение девушки, король влюбляется и старается завоевать её любовь всеми способами. Со временем лояльным Генриху людям начинает не нравиться, что он задаривает свою любовницу слишком дорогими подарками и награждает её родственников высокими титулами и должностями. Тем не менее король не останавливается.
В то время, как роялисты освобождают город за городом, в Париже герцог Майенн принимает решение созвать Генеральные штаты, которые неожиданно для него предлагают Генриху трон в обмен на его переход в католичество. После долгих раздумий он соглашается. В 22 марта 1594 года король вступил в столицу,  герцог Майенн отправился в Суассон. Буквально сразу после становления полноправным королём на Генриха начались покушения. В том числе один из убийц был послан его женой, Маргаритой.
Став королём, Генрих начинает восстанавливать страну. В то же время Габриэль рожает ему первенца, а вскоре и второго ребёнка. Генрих наконец добивается любви со стороны герцогини и даже хочет сделать её своей королевой, хотя народу в большинстве своём не поддерживает его решение. Придворные также хотят видеть королевой племянницу герцога Тосканского, Марию. Несмотря ни на что, король организует помолвку, а позже, будучи вынужден по предсвадебному обычаю с ней разлучиться на время, отправляется в Фонтенбло. Сапожник Цамет в Париже, у которого вся знать зачастую проводит вечера, примерно в это же время получает предупреждение от агента Тосканы, что Габриэль отравят, когда она придёт к нему на следующий званный вечер. В назначенный час Цамет пытается предотвратить отравление, и ему удаётся. Однако на следующий день Габриэль внезапно теряет сознание, а позже с ней случается приступ лихорадки. Королевский врач делает всё, что может, но герцогиня умирает. Генриху всё становится известно по прибытии в Париж. Врач докладывает королю, что при вскрытии выяснилось, что причиной смерти стал нерожденный ребёнок. По признанию короля его траур не закончится никогда.
Проходит время, и король находит себе новую любовницу, но на него всё ещё оказывают давление сторонники его брака с Медичи. Чтобы сбежать от двора, Генрих отправляется сражаться Савойю, где его единственный верный слуга Рони докладывает о предательстве маршала Бирона. Король до последнего пытается сохранить жизнь предателю, но оказывается вынужден его казнить. Сразу после победы в Савойи Генрих, поддавшись своему двору, отправляется на юг Франции для встречи Марии Медичи. Выясняется, что новоиспеченная королева подвержена влиянию со стороны её молочной сестры, которая хочет помыкать и королём. У самих же супругов дела сразу же не ладятся. Они холодно относятся друг к другу даже после рождения дофина Людовика.
В 1603 году умирает Елизавета Английская. На трон садится король Яков I, который оказывается слабовольным. Это разочаровывает Генриха, и он теряет своего главного союзника - Англию. С протестантами, несмотря на Нантский эдикт, отношения тоже холоднеют. Король отправляется в Ла-Рошель, где впервые за долгое время видится со своими друзьями, с которыми прошёл весь долгий путь к короне: Агриппой д'Обинье и Филиппом Морнеем. В итоге протестанты вновь объявляют о своей полной лояльности Генриху. Вскоре после возвращения в Париж прибывает делегация из протестантских государств Прибалтики. В своей речи перед ними король заявляет, что у него есть Великий план: союз всех христианских государств Европы против угрозы Испании. Все государства принимают идею с энтузиазмом и ждут от Генриха действий, но он медлит в виду ряда причин.
В 1609 году в Париж прибывает из изгнания первая жена Генриха, Маргарита Валуа. Несмотря на годы вражды, бывшие супруги относятся друг к другу с глубочайшим уважением. Вскоре король вновь влюбляется. На этот раз его страстью становится Шарлотта де Монморанси. Он выдаётся её замуж за принца Конде, чтобы она всегда была рядом, но молодожёны внезапно сговариваются и совершают побег в Голландию. Генрих мобилизует войска и требует выдачи беглецов. Все его союзники по Великому плану также готовятся к войне. В то же время в Париже Мария Медичи и испанский посол дон Иниго устраивают заговор против короля, а независимо от них герцог д'Эпернон,генерал-полковник инфантерии, находит человека для убийства Генриха — Равальяка.
13 мая 1610 года Генрих назначил королеву регентшей при несовершеннолетнем Людовике. На следующий день, приняв в Лувре просителей от крестьян, король решил отправиться на прогулку. Несмотря на уговоры, он оставил стражу во дворце, а с собой взял только своих приближённых. Проезжая по одной из улиц, Генрих заметил вывеску, напомнившую ему о Габриэли. Пока все в карете смотрели на коронованное сердце, Франсуа Равальяк вскочил в карету и нанёс кинжалом два удара королю в сердце. Сидевшие рядом герцоги, поздно спохватившись, схватили убийцу. Генриха немедленно доставили в Лувр, где он пришёл в сознание ещё три раза. После этого король умер. К его телу начал стекаться народ и знать.
Книга заканчивается обращением Генриха IV де Бурбона, короля Франции и Наварры к будущим поколениям.

## Персонажи
- Генрих IV — король Наварры, после пресечения династии Валуа король Франции.
- Габриэль д'Эстре — любовница Генриха IV, известная также как герцогиня де Бофор.
- Агриппа д'Обинье — соратник Генриха IV, поэт и солдат.
- Мария Медичи — вторая жена Генриха IV. Королева Франции и регентша при Людовике XIII.
- Герцог Сюлли — соратник Генриха IV. Министр финансов и начальник артиллерии.
- Герцог Майенн — глава Католической Лиги после смерти Генриха Гиза и кардинала Лотарингского.